# Allocosa kulagini
Allocosa kulagini är en spindelart som först beskrevs av Sergei Aleksandrovich Spassky 1941.  Allocosa kulagini ingår i släktet Allocosa och familjen vargspindlar. Inga underarter finns listade i Catalogue of Life.